# Genestus
Genestus är ett släkte av skalbaggar. Genestus ingår i familjen vivlar.
Kladogram enligt Catalogue of Life:
| Genestus | \| \| Genestus filirostris \| \| \| \| |
|          | \| \| Genestus filirostris \| \| \| \| |
|          | Genestus filirostris                   |
|          |                                        |